# Akodia
Akodia è una suddivisione dell'India, classificata come nagar panchayat, di 10.408 abitanti, situata nel distretto di Shajapur, nello stato federato del Madhya Pradesh. In base al numero di abitanti la città rientra nella classe IV (da 10.000 a 19.999 persone).

## Geografia fisica
La città è situata a 23° 22' 60 N e 76° 35' 60 E e ha un'altitudine di 457 m s.l.m.

## Società

### Evoluzione demografica
Al censimento del 2001 la popolazione di Akodia assommava a 10.408 persone, delle quali 5.419 maschi e 4.989 femmine. I bambini di età inferiore o uguale ai sei anni assommavano a 1.769, dei quali 907 maschi e 862 femmine. Infine, coloro che erano in grado di saper almeno leggere e scrivere erano 6.296, dei quali 3.837 maschi e 2.459 femmine.